# میلن تو
 میلن تو (انگلیسی: Meilen Tu؛ زاده ۱۷ ژانویهٔ ۱۹۷۸) یک تنیس‌باز اهل کالیفرنیا ی ایالات متحده آمریکا است.